# Theo Verbey
Theo Verbey (Delft, 5 juli 1959 – Amsterdam, 13 oktober 2019) was een Nederlands componist.
Verbey ging voor zijn composities uit van fractals, wiskundige getalsverhoudingen die op alle niveaus identiek zijn. Het klinkende resultaat is niet intellectualistisch of ontoegankelijk, maar melodisch en welluidend. Naast zijn omvangrijke eigen oeuvre maakte hij ook geraffineerde instrumentaties van composities van anderen.    

## Muzikale loopbaan
Zijn vader was leraar op een LTS, zijn moeder zorgde voor het gezin. Verbey had drie oudere en drie jongere broers en zussen, maar hij had een plek "aan de buitenkant", zoals een broer het omschreef. Muziek was zijn passie.
Verbey studeerde aanvankelijk (1977-1978) trompet aan het Koninklijk Conservatorium in Den Haag bij Peter Masseurs, maar stapte na een jaar over naar compositie en muziektheorie aan hetzelfde conservatorium. Hij studeerde van 1978 tot 1984 compositie bij Peter Schat en Jan van Vlijmen en muziektheorie bij Hein Kien en Diderik Wagenaar. Verder deed hij de ISCM zomercursus in Polen in 1992, de Darmstädter Ferienkurse in 1984 en de cursus Digital Recording & Mixing aan het College of Multimedia in Amsterdam in 1998. In 2002 deed hij de cursus koordirectie van de Stichting Nederlandse Koren (SNK).
Verbey was docent aan het Koninklijk Conservatorium in Den Haag sinds 1984. Verder gaf hij sinds 1995 ook les in instrumentatie aan het Conservatorium van Amsterdam. Hij was jurylid van de Internationale Compositiewedstrijd Koningin Elisabeth in Brussel in 1993 en 1997. In 1998 was hij jurylid van het Nationale Compositieconcours van Taipei in Taiwan. In 2001 was Verbey gastdocent aan het Royal College of Music in Londen en composer-in-residence tijdens het Europäisches Musikfest Münsterland. In 2009 was hij composer-in-residence bij het Brabants Orkest.
Verbeys werk is gespeeld door bijna alle Nederlandse orkesten, zoals het Koninklijk Concertgebouworkest, het Residentie Orkest, het Asko Ensemble, het Schönberg Ensemble, het Nieuw Ensemble, het Radio Kamer Orkest en Amsterdam Sinfonietta. Uitvoeringen waren onder leiding van de dirigenten Riccardo Chailly, Oliver Knussen, Markus Stenz, Christopher Hogwood, Robert Spano, Hans Vonk, Lev Markiz, Reinbert de Leeuw, Lucas Vis, Ed Spanjaard, Jurjen Hempel, Jan Stulen en anderen.
Ook ensembles buiten Nederland voerden zijn muziek uit: London Sinfonietta o.l.v. David Atherton, Ensemble Musikfabrik o.l.v. Johannes Kalitztke, Bochumer Symphoniker o.l.v. Jac van Steen, de New Japan Philharmonic Orchestra o.l.v. Tetsuji Honna, Tanglewood New Music Ensemble o.l.v. Robert Spano, Esprit Orchestra Canada o.l.v. Alex Pauk, Absolute Ensemble New York o.l.v. Kristjan Järvi en Psappha North England o.l.v. Nicholas Kok.
Verbey was te gast op festivals als Donaueschinger Musiktage 1992 (Duitsland), Tanglewood New Music Festival 1993 (Verenigde Staten), Holland Festival 1996, Ultimate Festival Oslo 1996 (Noorwegen), Music Taipei 1998 (Taiwan) en het Huddersfield Contemporary Music Festival 1999 (Engeland).
Verbey was een harde werker, maar hij begon op den duur te twijfelen aan zijn kwaliteiten, en overwoog zelfs om het lesgeven te stoppen.
In september 2020 werd de non-profit Theo Verbey Foundation opgericht om Theo's artistieke nalatenschap te eren. De stichting dient als platform voor het bewaren en verspreiden van zijn werk. Door een netwerk op te bouwen van mensen die verbonden waren met Theo, hoopt de stichting een ruimte te creëren waarin mensen die Theo kenden en van zijn muziek hielden zich thuis kunnen voelen. De stichting verzamelt, organiseert, bewaart, ontsluit en helpt bij het uitgeven van Theo's lesmateriaal, partituren en opnamen, en heeft daarnaast advies gezocht met gespecialiseerde instellingen in binnen- en buitenland om haar activiteiten op het gebied van archivering, behoud, beheer en ontsluiting te professionaliseren. Zijn werkarchief (partituren, correspondentie, lesmateriaal etc) werd ondergebracht in de Collecties Nederlands Muziek Instituut in het Haags Gemeentearchief. De Theo Verbey Foundation is een non-profit organisatie. Het bestuur van de stichting bestaat uit mensen wiens leven door Theo zijn geraakt en bestuursleden ontvangen geen vergoeding; alle ontvangen donaties gaan rechtstreeks naar de verwezenlijking van de doelstellingen van de stichting.

## Persoonlijk
Theo Verbey woonde sinds 1990 in Amsterdam en was in 2008 getrouwd met violiste en vertaler Eileen Stevens. Hij was al enige tijd ziek toen hij onverwachts op 60-jarige leeftijd overleed.

## Composities

### Orkest/Groot ensemble
- 2019 Ariadne voor orkest
- 2017-2018 After the Great War voor orkest
- 2015 Lumen Ad Finem Cuniculi voor groot orkest, geschreven ter herinnering aan het einde van de Mijnbouw in Limburg in 1976.
- 2009 Orchestral Variations voor groot orkest
- 2009 Frozen Echo voor groot orkest, een balletversie van Schaduw bewerkt door de componist voor de gelijknamig ballet van choreografe Regina van Berkel
- 2009 Tractus voor cimbalom, harmonium en strijkers
- 2008 Inquietus voor groot orkest
- 2008 No Comment ringtone voor orkest
- 2008 Invitation to a Beheading voor orkest, geïnspireerd door het boek van Vladimir Nabokov, Uitnodiging voor een onthoofding
- 2007 Man Ray, le Retour à la Raison voor ensemble
- 2005 Fractal Variations, voor strijkorkest
- 2004 Fractal Symphony, voor orkest
- 2002 Schaduw, voor strijkkwartet, strijkorkest en slagwerk
- 2000 Ouverture (Suite) in G (stijlkopie van J.S. Bach) naar BWV 1066, voor groot ensemble, ter ere van de 250ste sterfdag van Bach uit de verzameling, Orchesterübung - Bearbeitungen und stilkopien nach J.S. Bach
- 2000 Ouverture (Suite) in D (stijlkopie van J.S. Bach) naar BWV 1068, voor groot ensemble, ter ere van de 250ste sterfdag van Bach uit de verzameling, Orchesterübung - Bearbeitungen und stilkopien nach J.S. Bach
- 1997 Alliage, voor groot orkest
- 1996 Conciso, voor orkest
- 1992 Product, voor kamerensemble
- 1991 (rev. 1994) Triade, voor orkest
- 1989 De Simorq, voor kamerorkest
- 1988 (rev. 1990) Expulsie (delen I/IV), voor groot ensemble
- 1986 Tegenbeweging, voor orkest
- 1985 (rev. 1989) Aura, voor groot ensemble
- 1985 Random symphonies, elektronische muziek
- 1976 Caprice symphonique, voor orkest

### Vocale muziek
- 2015 Traurig wie der Tod voor koor en orkest gebaseerd op gedichten van Hans Bethge, dichter
- 2012 Der Garten des Paracelsus voor sopraan en strijkkwartet, op een tekst van Peter Huchel, in opdracht van het Brodsky Quartet
- 2007-2012 Twee Gedichten van Bloem voor gemengd koor, a capella (1-Na de Bevrijding; 2-Geluk) gebaseerd op gedichten van J. C. Bloem, gecomponeerd in opdracht van Nationaal Comité 4 en 5 mei
- 2007 Twee Gedichten van Bloem voor vierstemmig, a capella (1-Na de Bevrijding; 2-Geluk) gebaseerd op gedichten van J. C. Bloem, gecomponeerd in opdracht van Nationaal Comité 4 en 5 mei
- 1998 Sechs Rilke-Lieder, voor bariton en piano, gebaseerd op gedichten van Rainer Maria Rilke
- 1998 Sechs Rilke-Lieder, voor bariton en kamerorkest, gebaseerd op gedichten van Rainer Maria Rilke
- 1992 Whitman, voor sopraan en orkest op gedichten van Walt Whitman

### Concerto
- 2007 LIED voor trombone en orkest in opdracht van het Koninklijk Concertgebouworkest met Jörgen van Rijen als solist
- 2006 Piano Concerto voor piano en orkest
- 2005 Clarinet Concerto voor klarinet en orkest
- 1995 Notturno, voor hobo, 2 hoorns en strijkers
- 1995 Pavane oublié, voor harp en strijkers

### Solo en kamermuziek
- 2016 Ballade voor trombone en piano
- 2013 4 Preludes to Infinity voor hobo, viool, altviool en cello
- 2013 La Malinconia II voor harp solo
- 2011 La Malinconia I voor piano solo
- 2010 Bandersnatch voor cello en pianola, geïnspireerd door het gedicht van Lewis Carroll, Jabberwocky
- 2008 Graduale voor piano en elektronica
- 2006 5 Pieces for violoncello solo
- 2004 Perplex, voor 6 instrumenten
- 2001 (rev. 2004) Spring rain, voor strijkkwartet
- 1999 Trio voor viool, cello en piano
- 1999 Sospeso, voor slagwerkensemble
- 1998 Fandango, voor blokfluitkwartet
- 1998 Sestetto, voor fluit, harp en strijkkwartet
- 1995 Hommage II, voor altviool
- 1993 Hommage, voor fluit
- 1992 Duet voor twee trompetten
- 1991 (rev. 1994) Passamezzo, voor saxofoonkwartet
- 1990 De Peryton, voor 7 blaasinstrumenten door Jorge Luis Borges de Peryton
- 1988 (rev. 1997) Chaconne, voor strijktrio
- 1987 Inversie, voor 10 instrumenten
- 1987 Contractie, voor fluit, basklarinet en piano
- 1982 Triplum, voor 12 blaasinstrumenten
- 1980 Nocturne, voor piano
- 1976 Sonatine voor fagot en bas

### Instrumentaties
- 2018 Zwei letzte Lieder (1-Beim schlafengehen; 2-Im Abendrot) van Richard Strauss voor countertenor en orkest [5]
- 2017 Spring Waters op. 14 no. 1 van Sergei Rachmaninoff voor zang en orkest. In opdracht van het Koninklijk Concertgebouworkest, première door Eva-Maria Westbroek, sopraan en Mariss Jansons, dirigent.
- 2013 Drei Choralvorspiele (Chorale Preludes) van Johann Sebastian Bach voor hobo, viool, altviool en cello.[6]
- 2011 Piano Preludes op. 33 van Alexander Scriabin voor hobo, viool, altviool en cello [7]
- 2007 Sonata 1.x.1905 van Leoš Janáček[8]
- 2007 Les Noces (1919 Versie; Verbey completion) van Igor Stravinsky voor solostemmen, koor, pianola, harmonium, slagwerk [9]
- 2006 Drei Stücke (No. 1,5,6) uit de Lyrische Suite van Alban Berg voor strijkorkest [10]
- 2005 Cantiones sacrae Gesualdo, een voltooiing van de ontbrekende bassus en sextus (zesde deel)[11]
- 2004 Une Larme van Modest Moessorgski, voor strijkorkest
- 2000 Concerto nach Italienischen Gusto BWV 971 van Johann Sebastian Bach voor solo viool, strijkers en continuo, ter ere van de 250ste sterfdag van Bach, uit de verzameling, Orchesterübung - Bearbeitungen und stilkopien nach J.S. Bach
- 1994 Bez solnca (Zonder zon) van Modest Moessorgski, voor zangstem en orkest, op teksten van A.A. Golenistjev-Koetoesov
- 1994 The Nursery (De kinderkamer), van Modest Moessorgski voor zangstem en orkest
- 1994 Songs and Dances of Death van Modest Moessorgski, voor bas en kamerorkest, op teksten van A.A. Golenistjev-Koetoesov
- 1990-2000 Französchische Ouverture BWV 831 van Johann Sebastian Bach voor solo traverso, strijkers en continuo, ter ere van de 250ste sterfdag van Bach, uit de verzameling, Orchesterübung - Bearbeitungen und stilkopien nach J.S. Bach
- 1990 Trois chansons van Maurice Ravel voor groot ensemble
- 1984 Sonata opus 1 van Alban Berg
- 1983 Sonata opus 101 van Ludwig van Beethoven voor strijkkwartet
- 1983 Sonata voor twee piano's van Igor Stravinsky voor fluit, hobo, klarinet, fagot, viool en cello

## Prijzen
Bij zijn afstuderen kreeg in 1985 kreeg Verbey de Prijs voor Compositie. In 1987 kreeg hij de Aanmoedigingsprijs Muziek van het Amsterdams Fonds voor de Kunsten voor zijn werk Aura.